# Handsken (väster om Äpplö, Houtskär)
Handsken är en ö i Finland. Den ligger i Skärgårdshavet väster om Äpplö i Houtskär i kommunen Pargas i den ekonomiska regionen  Åboland i landskapet Egentliga Finland, i den sydvästra delen av landet. Ön ligger omkring 63 kilometer väster om Åbo och omkring 210 kilometer väster om Helsingfors.
Öns area är 0,4 hektar och dess största längd är 200 meter i nord-sydlig riktning.